# Nyctophilus bifax
Nyctophilus bifax — вид ссавців родини лиликових.

## Проживання, поведінка
Країни поширення: Австралія (Новий Південний Уельс, Квінсленд), Індонезія (Іріан-Джая), Папуа Нова Гвінея. Проживає від рівня моря до 500 м над рівнем моря. Харчується комахами в тропічних лісах і рідколіссях, де часто пов'язаний з водоймами. Лаштують сідала громадою в порожнистих деревах, густому листі, або в будинках. Самиці часто народжують близнят.

## Загрози та охорона
У цілому, немає серйозних загроз для цього виду. Цей вид присутній у багатьох охоронних територіях.